# Joint ISTAR Commando
Het Joint ISTAR Commando (JISTARC oftewel Joint Intelligence, Surveillance, Target Acquisition & Reconnaissance Commando) is een onderdeel van het Operationeel Ondersteuningscommando Land (OOCL) van de Koninklijke Landmacht dat zich tijdens militaire operaties bezighoudt met het verzamelen, analyseren en verspreiden van inlichtingen. Het commando is gelegerd op de Luitenant-kolonel Tonnetkazerne in 't Harde en bestaat uit acht operationele compagnieën, een opleidingsinstituut, kenniscentrum en ondersteunende eenheden zoals JDEAL en het CRV. De personele sterkte van het JISTARC bedroeg 695 medewerkers in 2018.

## Oprichting
De formele oprichting van het JISTARC vond plaats op 19 oktober 2011 op de legerplaats bij Oldebroek. Daarbij fuseerde het in 2003 opgerichte 103 ISTAR-bataljon van de Landmacht met de vergelijkbare eenheden van Luchtmacht, Marine en Marechaussee, alsmede met het Tactical Air Reconnaissance Center (TARC). 'Joint' verwijst hier naar de samenwerking tussen de krijgsmachtdelen. Met ingang van 20 november 2020 is JISTARC een onderdeel van het Korps Inlichtingen & Veiligheid 'Prinses Alexia', van het Wapen van de Informatiemanoeuvre hoewel een aantal onderdelen behoren tot andere Wapens.

## Taak
Het Joint ISTAR Commando heeft als taak het produceren van benodigde kennis, realiseren van de benodigde opleiding en training met betrekking tot inlichtingen & veiligheid, en het gereed stellen van geïntegreerde inlichtingentaakgroepen. Deze verzamelen en analyseren informatie en produceren inlichtingen om operationele commandanten van advies en handelingsperspectief te voorzien. Dit gebeurt door gecombineerde disciplines als verkenning vanuit de lucht of de grond, raadplegen van open bronnen, het peilen, onderscheppen en afluisteren van spraak- en datacommunicatie (SIGINT) en het runnen van informanten of debriefen van tegenstanders (HUMINT), of het analyseren van forensisch of technisch bronmateriaal. Door deze disciplines op elkaar af te stemmen wordt erg effectief gewerkt, vervolgens komt er een geïntegreerd omgevingsbeeld tot stand. 
Het JISTARC opereert daarbij mobiel en ten behoeve van tactische commandanten in het veld, terwijl uitgezonden teams van de Militaire Inlichtingen- en Veiligheidsdienst (MIVD) hun inlichtingen meer vanuit vaste locaties en met het oog op strategische en politieke besluitvorming verzamelen. Voor terreinanalyse en het onderscheppen van vijandelijke communicatie beschikt het JISTARC over meerdere typen onbemande luchtvaartuigen, waaronder de Raven en de Black Hornet en de X300 Integrator. Met deze luchtvaartuigen levert JISTARC eveneens regelmatig ondersteuning aan de politie.

## Onderdelen
JISTARC bestaat uit de volgende onderdelen behorend tot het Korps Inlichtingen & Veiligheid tenzij anders aangegeven:
- Stafstafeskadron: Eskadron dat twee staven omvat: de eigen eskadronsstaf en de commandostaf. Verder is in deze eenheid het kenniscentrum, JDEAL en het CLAS RPAS Vliegbedrijf (CRV) opgenomen.
- 102 Elektronische Oorlogsvoering compagnie (102 Eovcie): 102 Eovcie houdt zich bezig met het onderscheppen, afluisteren, uitpeilen, analyseren en (ver)storen van radiocommunicatie en andere typen radio-uitzendingen. De compagnie behoort tot het Regiment Verbindingstroepen.[5]
- 104 JISTARC Verkenningseskadron (104 JVE): Het 104 JVE is een verkenningseenheid die bestaat uit een eskadronsstaf, een logistiek peloton en 5 verkenningspelotons uitgerust met de Fennek. Het eskadron behoort tot het Regiment Huzaren van Boreel.
- 105 Field HUMINT Compagnie (105 FHcie): De Field Humint Team’s (FHT) verzamelen informatie uit gesprekken met informanten ter plaatse, maken daar verslagen van en vervolgens wordt deze informatie d.m.v. de geëigende systemen verspreid. Het gesprek kan plaatsvinden op verschillende manieren, veelal discreet. Tijdens een grootschalig conflict heeft 105 de taak om te ondervragen door middel van Field Interrogation Teams (FIT). 105 FHcie heeft een deel van de taken van het opgeheven 101 MID Cie/101 MI Pel overgenomen.[6]
- 106 Inlichtingencompagnie (106 Inlncie): 106 Inlncie bestaat uit geïntegreerde analyseteams, die ASIC’s worden genoemd .[7] Het analyse-/productieproces wordt aangestuurd door IRM/CM medewerkers. Binnen een ASIC zijn o.a. militaire analisten (MA), human terrain analisten (HTA) en geospatial analisten werkzaam. 106 Inlncie heeft een deel van de taken van het opgeheven 101 MID Cie/101 MI Pel overgenomen.
- 107 Aerial Systems Battery (107 ASbt): De batterij is ontstaan uit 101 Remotely Piloted Vehicle Batterij (101 RPVBt) van de landmacht en Tactical Air Reconnaissance Center (TARC) van de luchtmacht.[8] In het verleden is 107ASbt uitgerust (geweest) met UAV’s RQ-11B Raven, SAGEM Sperwer, Q-27 ScanEagle[9] en momenteel X300 RQ-21A Integrator.[10] De eenheid behoort tot het Korps Veldartillerie.
- 108 Technical Exploitation Intelligence-compagnie (108 TEXINTcie): 108 TEXINTcie is opgericht op 20 februari 2020 als inlichtingeneenheid die is gespecialiseerd om militaire commandanten in inzetgebieden technische en forensische inlichtingen te bieden.[11]
- 109 Open Sources Intelligence-compagnie (109 OSINTcie): 109 OSINTcie is opgericht op 20 februari 2020 als inlichtingeneenheid die is gespecialiseerd in de doelmatige detectie en verzameling van informatie uit openbare bronnen in inzetgebieden.[11]
- Intelligence & Security Academy (ISA): ISA is verantwoordelijk voor alle inlichtingen- & veiligheidsopleidingen van Defensie.

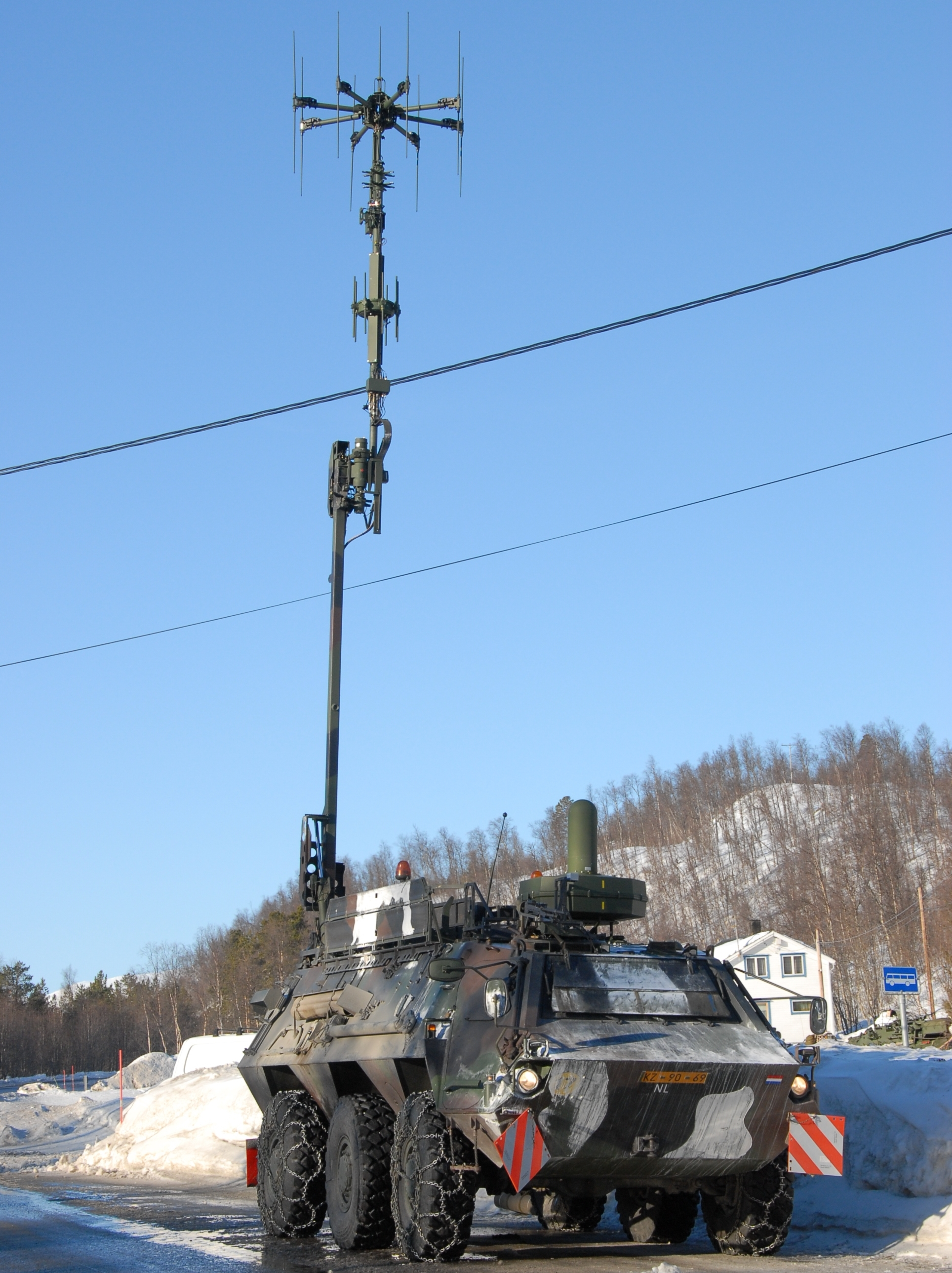
TPz 1A1 EloKa „Peiler“ van 102 EOV-Cie
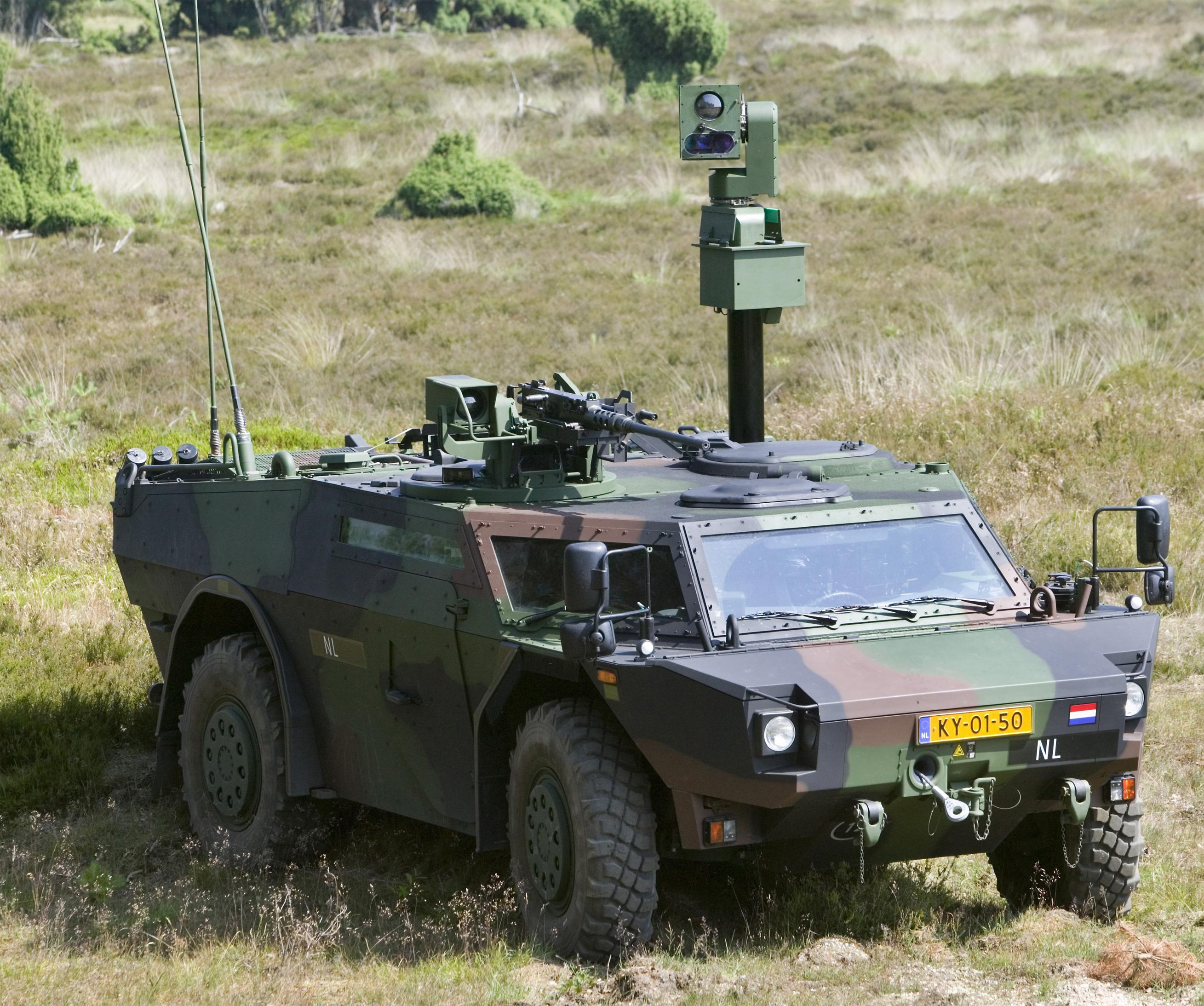
Fennek LVB zoals in gebruik bij en 104 JVE
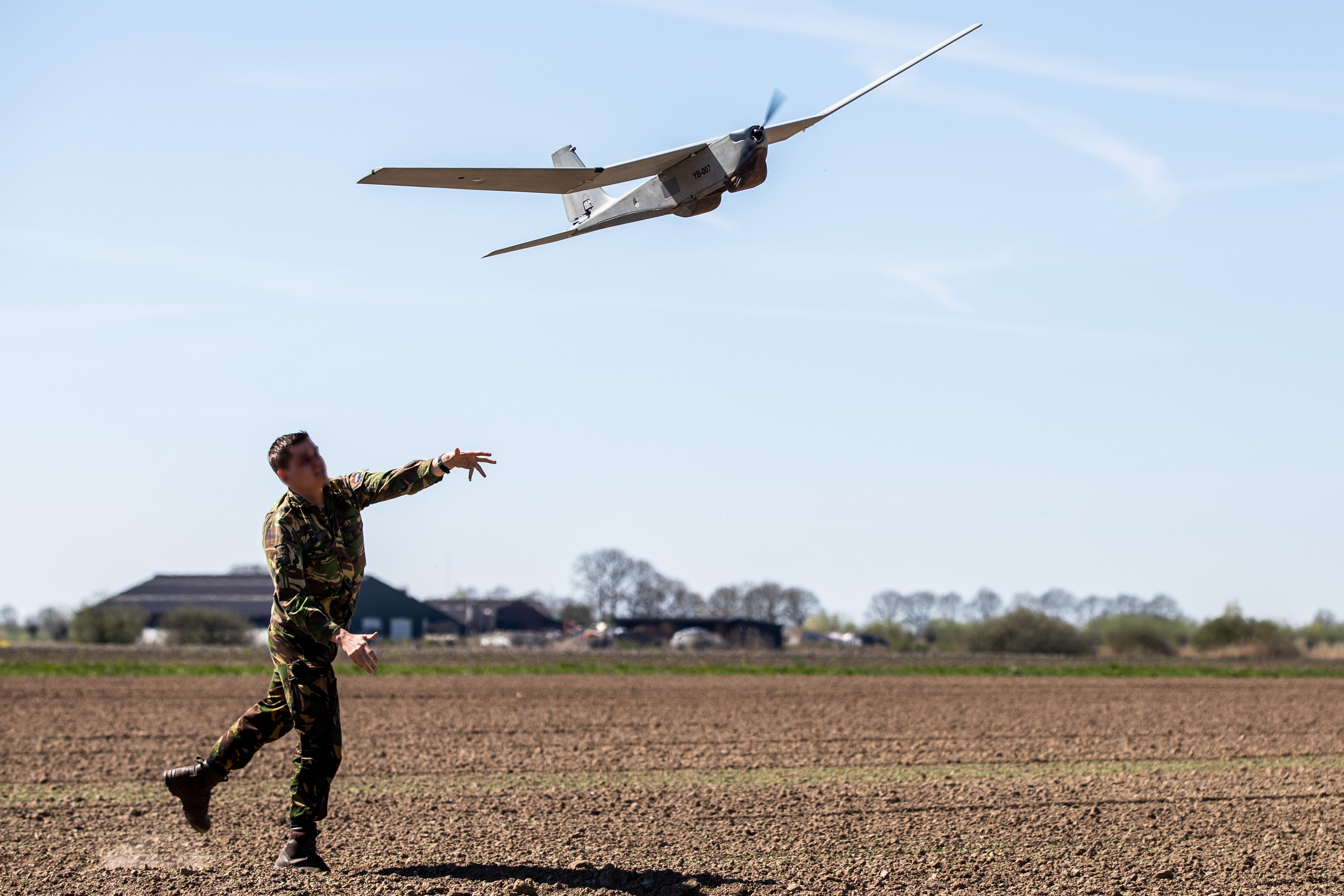
De RQ-20 Puma van 107 ASBt wordt met de hand gelanceerd
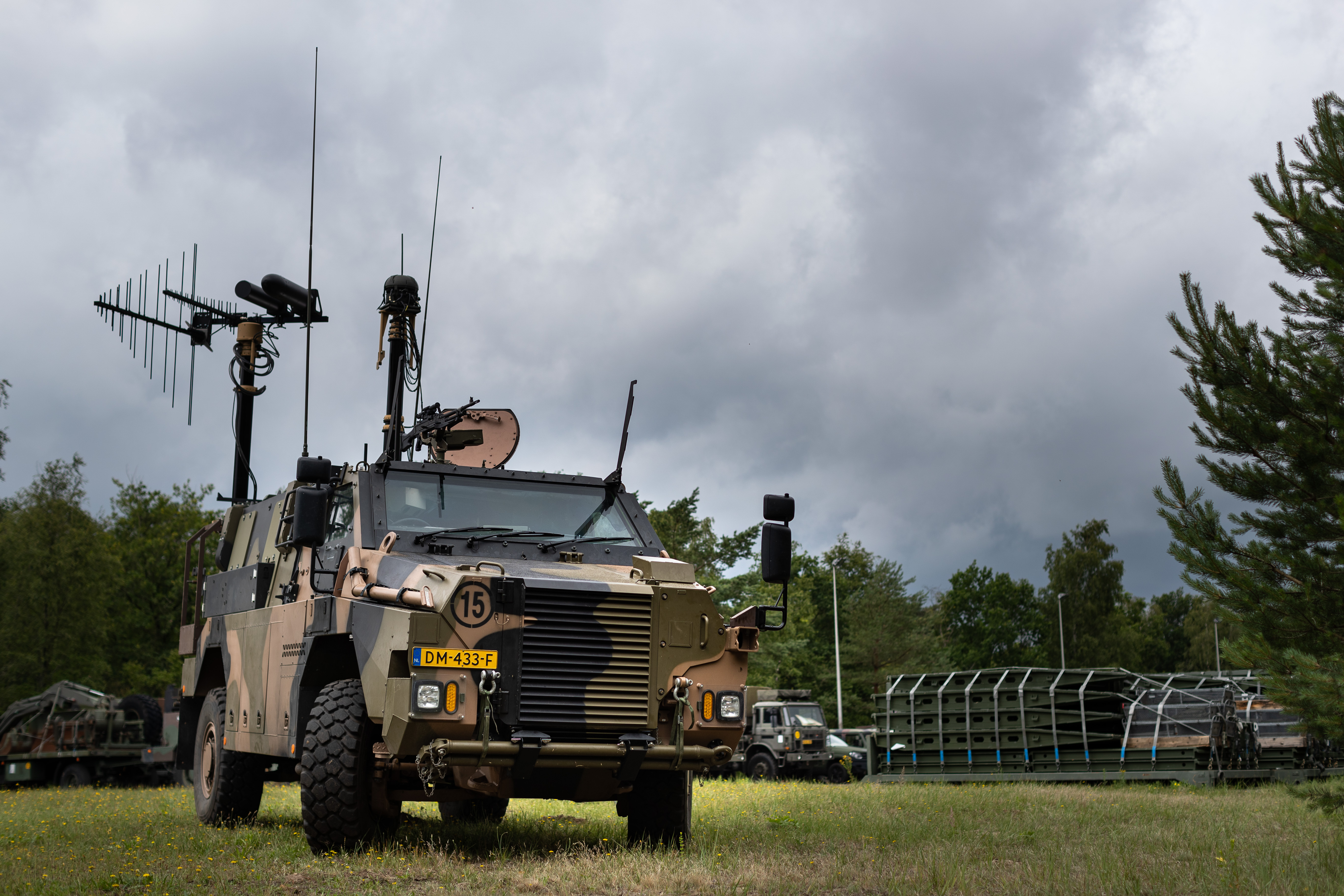
Bushmaster-pantservoertuig van 102 EOV-compagnie
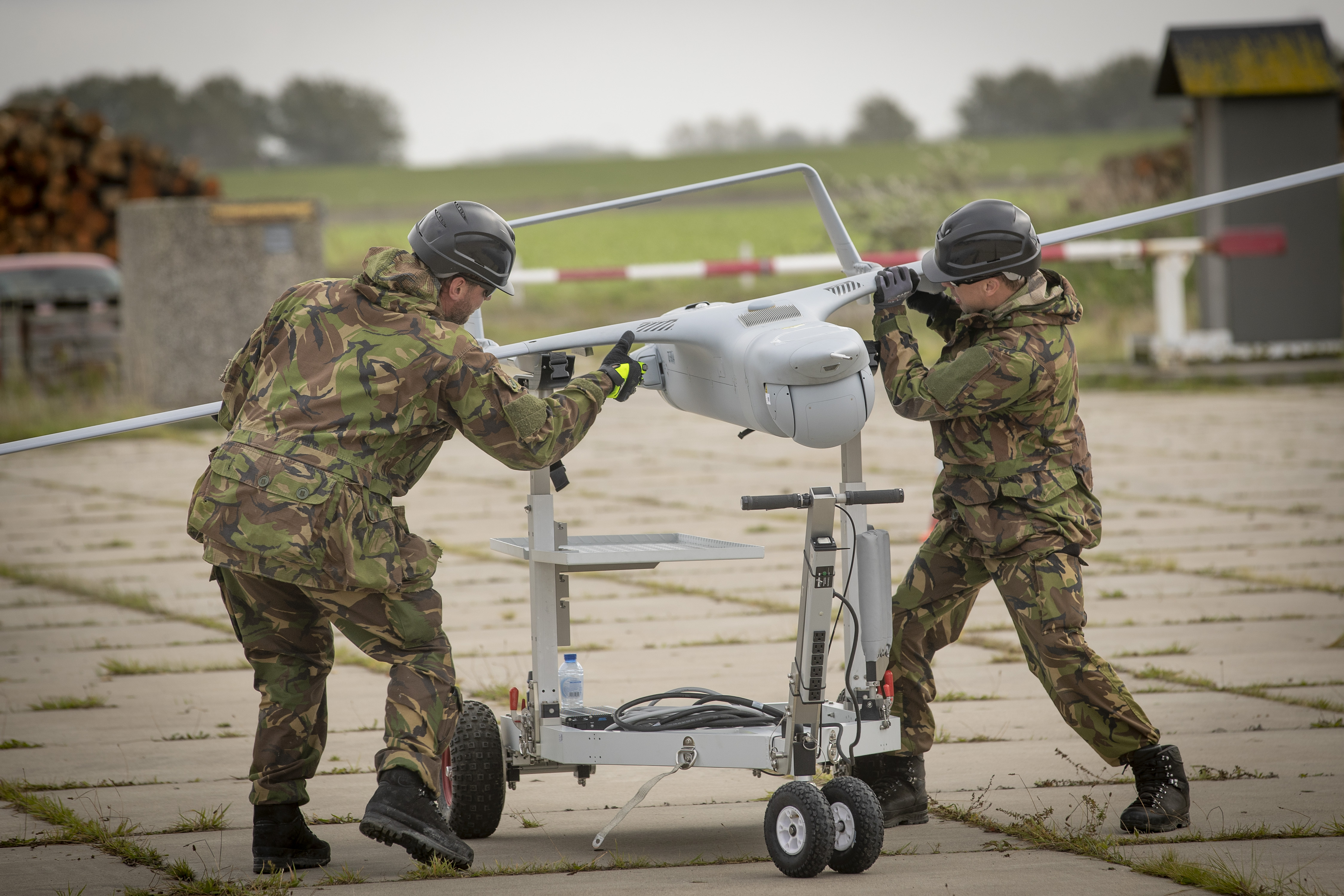
RQ-21 Integrator zoals in gebruik bij 107 ASBt